# Бушо, Франсуа
Франсуа Бушо (фр. François Bouchot; 29 ноября 1800[…], Париж — 7 февраля 1842[…], Париж) — французский художник.

## Биография
Учился изобразительному искусству у Жана Батиста Реньо и Гийома Летьера. Лауреат Римской премии (1824), после получения которой четыре года работал в Италии. В 1835 году был награждён орденом Почётного легиона.
Был женат на Франческе Лаблаш, дочери оперного певца Луиджи Лаблаша.
Выполнил ряд заказов короля Луи-Филиппа, в том числе написал полотно «Второе сражение при Цюрихе» (1837), помещённое в военной галерее Версальского дворца. Также писал портреты.
В числе известных учеников — Ипполит Лазерж.

## Галерея

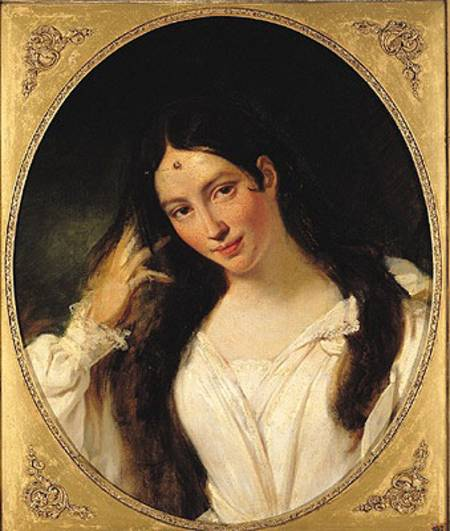
Портрет певицы Марии Малибран (1834). Лувр
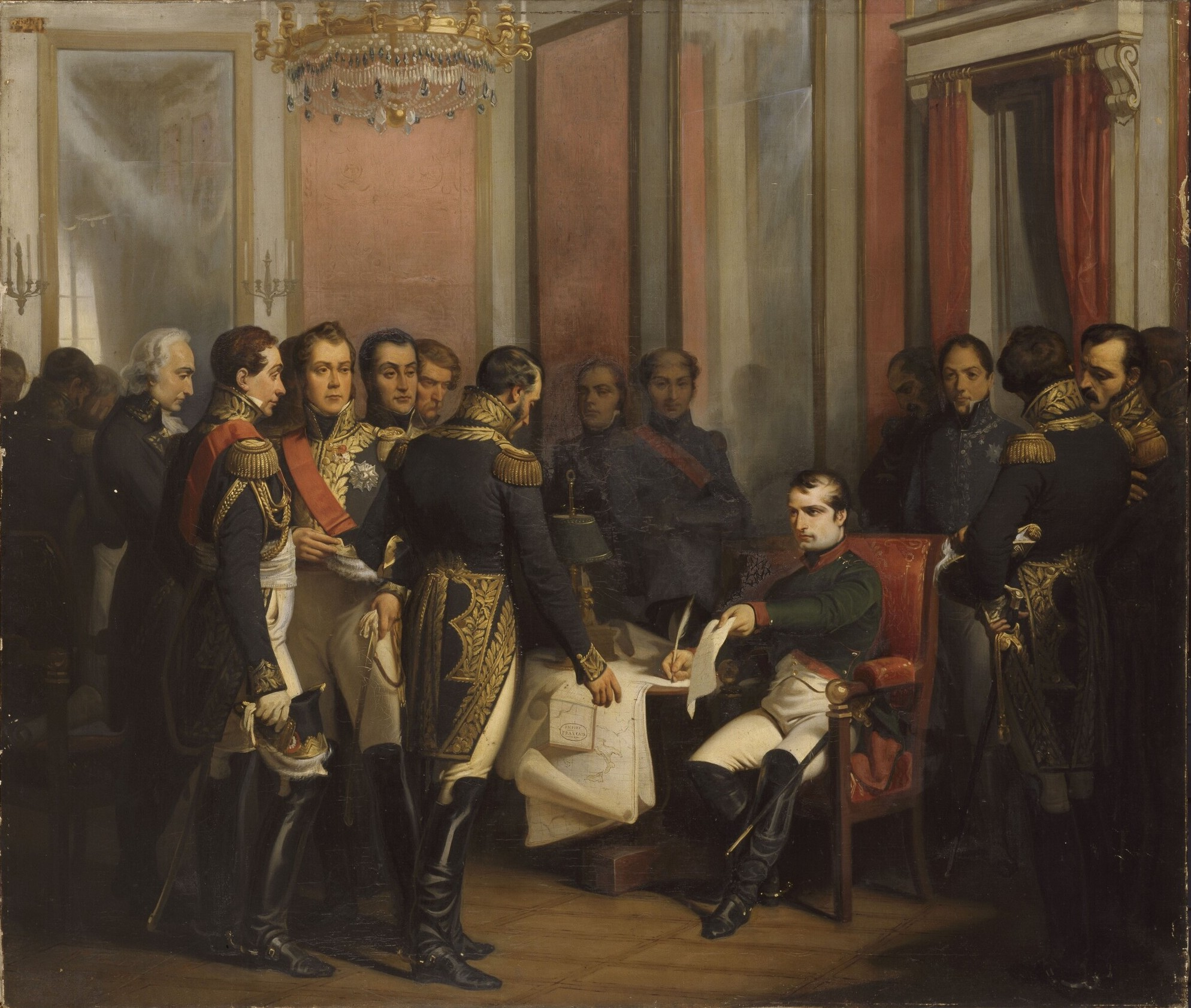
Наполеон подписывает отречение в Фонтенбло в 1814 году. Версаль
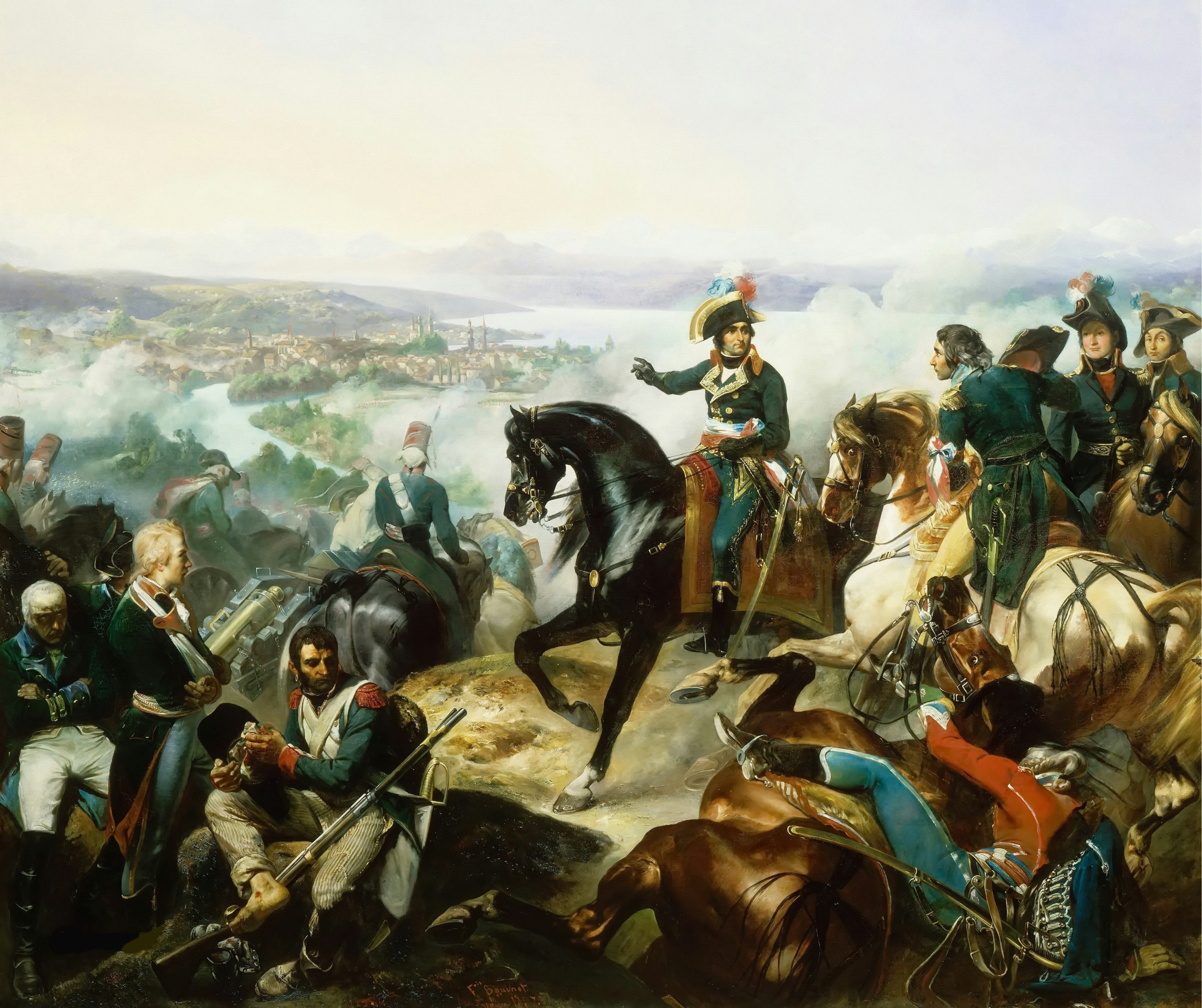
Генерал Массена во второй битве при Цюрихе. Версаль.
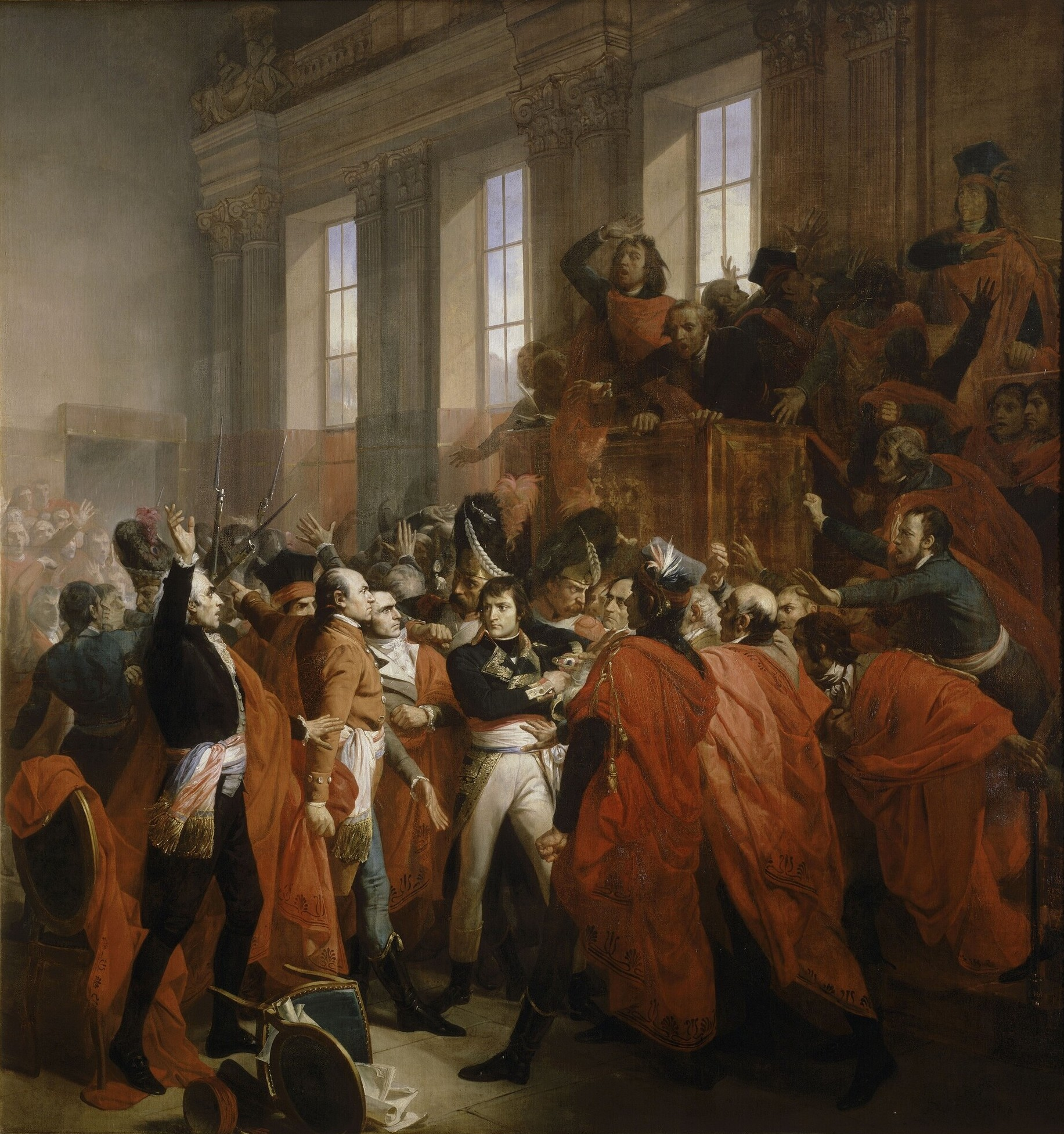
Бонапарт в Совете пятисот. Версаль
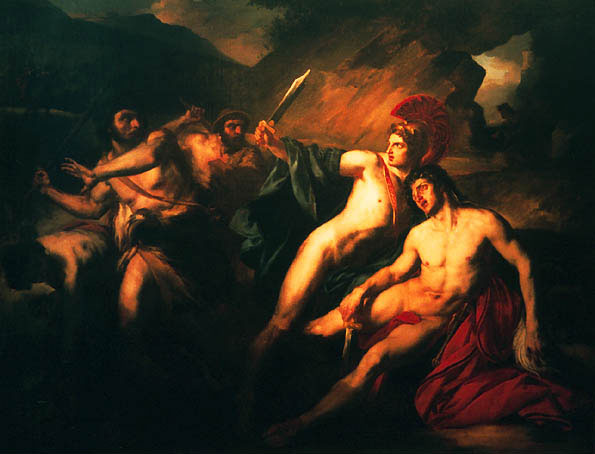
Пилад и Орест
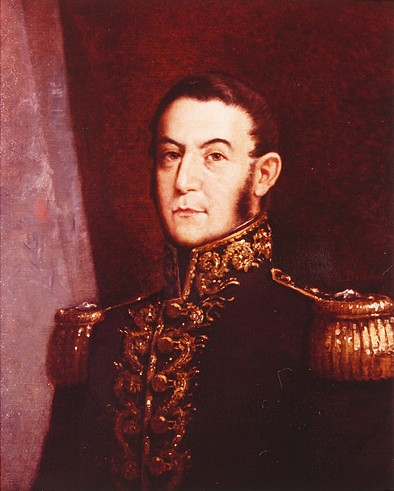
Портрет Хосе де Сан-Мартина. Музей академии Вест-Пойнт
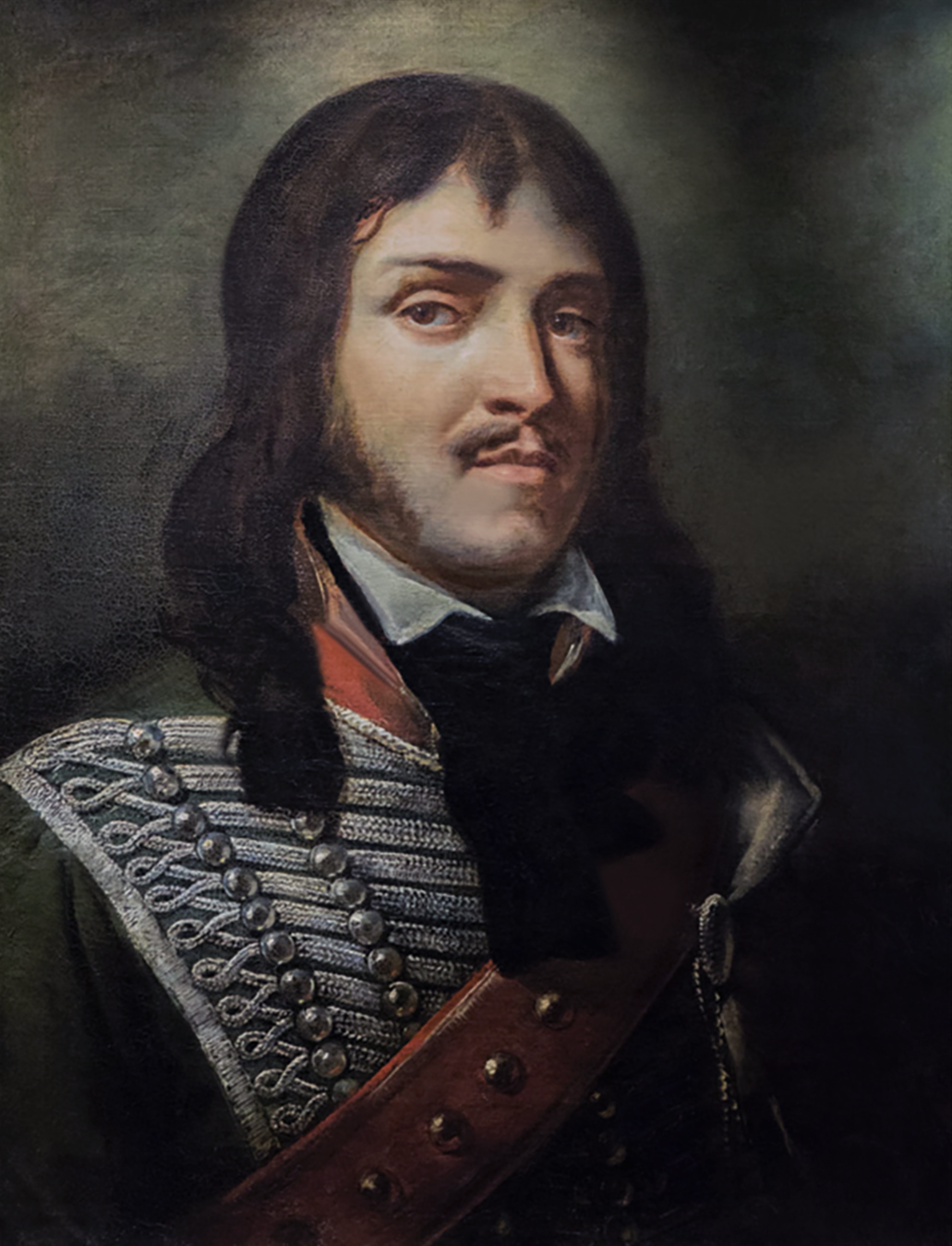
Портрет генерала Марсо. Музей армии (Париж)
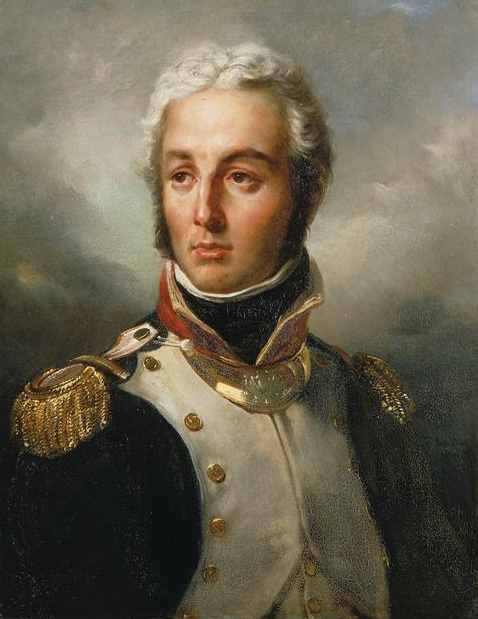
Портрет генерала Моро. Версаль
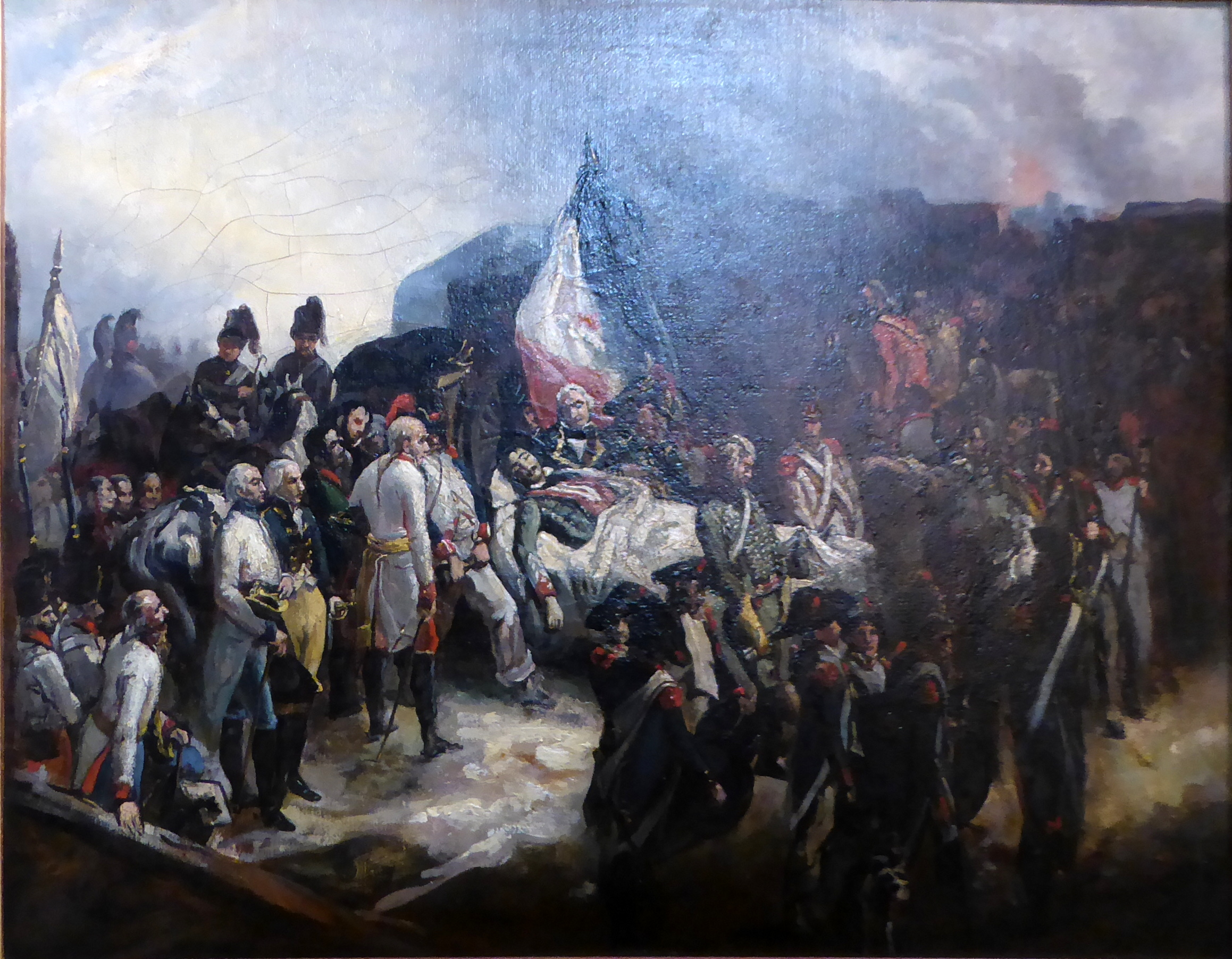
Смерть генерала Марсо